# Neverball
Neverball és un joc de plataformes 3D (per un sol jugador) semblant al Super Monkey Ball. Actualment està disponible per Microsoft Windows 2000/XP, GNU/Linux, FreeBSD, Mac OS X i Sega Dreamcast. Neverball és programari lliure sota la llicència GPL.

## El joc
El sistema de joc de Neverball consisteix a moure una bola mitjançant la gravetat que es genera movent l'entorn on està situada, és a dir, el jugador no controla directament la bola sinó la plataforma. Podem fer servir el ratolí, el teclat o bé el joystick.
Per passar de nivell, el jugador necessita collir un nombre determinat de monedes. Hi ha tres tipus de monedes: les grogues que tenen el valor d'una moneda, les vermelles que valen cinc grogues i les blaves que en valen deu. Si obtenim cent monedes aconseguim una vida extra.
L'actual versió (1.4.0) té tres paquets de nivells amb diferents dificultats. Cada paquet té 25 nivells. El primer paquet és per novells en el joc i els altres dos per jugadors més experimentats. Hi ha altres paquets de nivells addicionals disponibles al fòrum del joc Neverforum Arxivat 2008-07-05 a Wayback Machine..
Durant el joc hi ha disponibles tres tipus de càmeres per veure el joc en diferents perspectives.
Neverball possibilita la creació de nous nivells mitjançant l'eina GtkRadiant amb la qual es poden crear també nivells per altres jocs populars com Quake. Gtkradiant té actualment versions disponibles per Microsoft Windows, GNU/Linux i Mac OS X.

## Requeriments
Els requeriments del sistema per poder jugar a Neverball són relativament alts, ja que necessita acceleració gràfica per maquinari i OpenGL, encara que es pot reduir la resolució i el nivell dels gràfics per poder corre el joc amb més fluïdesa.

## Imatges

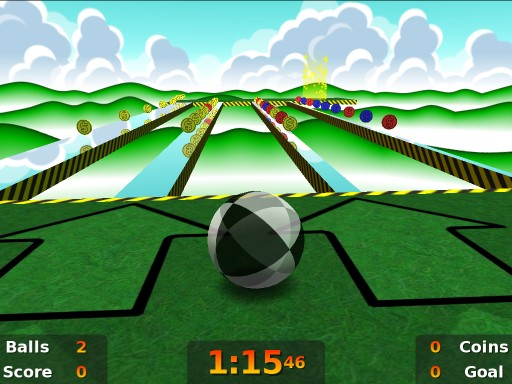
Quin camí serà el millor?
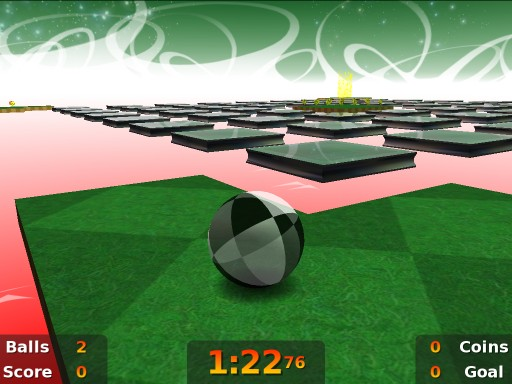
No caiguis al fons!
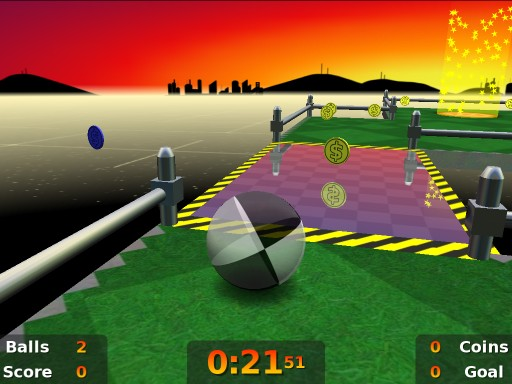
Passa en el moment oportú la plataforma mòbil
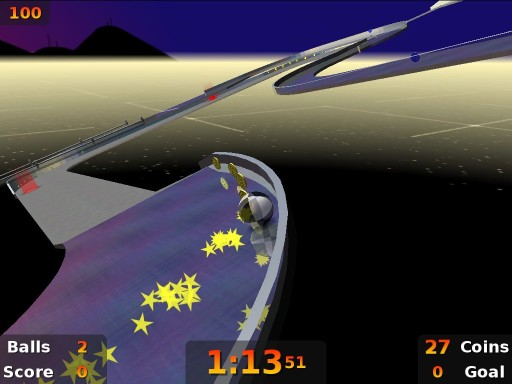
Compte amb les corbes

## Neverputt

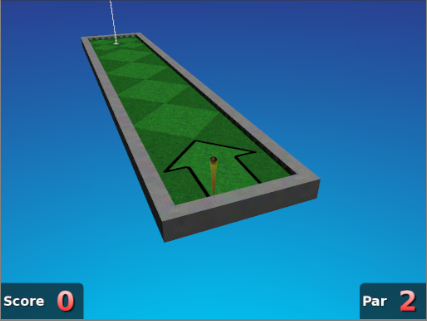
Neverputt 1.4.0

En el Neverball ve inclòs també un joc de minigolf, que fa servir els mateixos gràfics i sistema físic, anomenat Neverputt. El joc ve equipat amb 3 paquets de recorreguts cadascun amb una dificultat diferent: fàcil, mitjana i difícil.
A diferència del Neverball, en aquest poden jugar per torns fins a un total de quatre jugadors.